# Time-Life Building (Chicago)
Pour les articles homonymes, voir Time-Life Building.
Le Time-Life Building est un immeuble de 123 mètres de hauteur situé à Chicago. Il fut dessiné par Harry Weese et achevé en 1969. Situé dans le quartier de Near North Side, il a été parmi les premiers aux États-Unis à utiliser des ascenseurs à double ponts. Actuellement géré par le Golub Group, il est le siège du Chicago Park District.